# Léon Vaudoyer
Pour les articles homonymes, voir Vaudoyer.
Léon Vaudoyer, né le 7 juin 1803 à Paris où il est mort dans le 16e arrondissement le 9 février 1872, est un architecte et historien de l'architecture français.
Influencé par les idées de Saint-Simon et d’Auguste Comte, Léon Vaudoyer, fils d’Antoine Vaudoyer, fut l’un des pères de l’architecture historiciste.

## Biographie
Léon Vaudoyer, fils d'Antoine Vaudoyer, fait ses études au Collège Sainte-Barbe, dont il sort en 1818. Élève de l'École des beaux-arts, dans l'atelier de son père Antoine Vaudoyer, et de son cousin Hippolyte Lebas. il obtient le grand prix de Rome en 1826 et le premier prix au concours pour la construction de l’hôtel de ville d’Avignon en 1838. Il séjourne à la villa Médicis de 1826 à 1832.
Il réalise en 1828, avec Paul Le Moyne (buste) et Louis Desprez, le Monument à Nicolas Poussin pour la basilique San Lorenzo in Lucina de Rome, qui lui a été commandé par Chateaubriand.
En 1833, Vaudoyer ouvre son atelier pour former des élèves d’architecture à l’École des beaux-arts de Paris. Il est nommé premier inspecteur des travaux du palais du Conseil d'État et de la Cour des comptes la même année.
Il participe à l'Encyclopédie nouvelle de Pierre Leroux et Jean Reynaud de 1834 à 1836.
Il est nommé architecte du Conservatoire national des arts et métiers en 1838 et à la Commission des arts et édifices religieux en 1848.
En 1853 il est nommé inspecteur général des édifices diocésains en compagnie de Léonce Reynaud et d'Eugène Viollet-le-Duc. L'année suivante, il est architecte diocésain du diocèse de Marseille.
Il est élu à l'Académie des beaux-arts au fauteuil no 1 de la section architecture en 1868, en remplacement de Louis-Hippolyte Lebas. Il fut le professeur de Juste Lisch.
Marié en 1860 à Mary Ann Bulkley (mère en premières noces de William Bouwens van der Boijen), puis en 1869 à Marie-Joséphine-Clémence Mira (remariée à l'avocat Henri Singer), Léon Vaudoyer est le père de l'architecte Alfred Vaudoyer et le grand-père de l'écrivain Jean-Louis Vaudoyer, de l'Académie française.

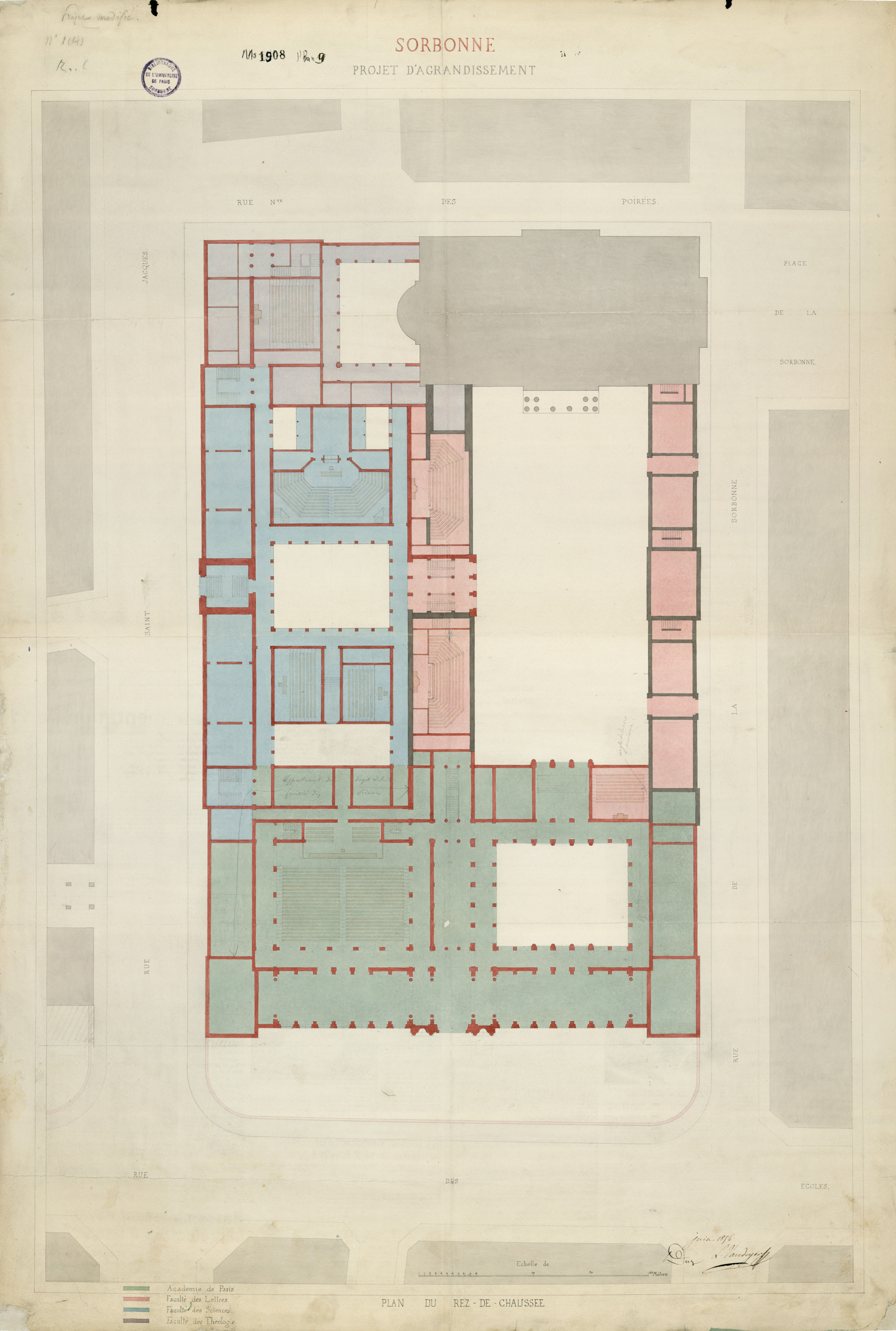
Projet de reconstruction de la Sorbonne par les architectes Léon Vaudoyer et Louis-Joseph Duc. Plan du rez-de-chaussée dans le projet modifié (Bibliothèque interuniversitaire de la Sorbonne, NuBIS).

La rue Léon-Vaudoyer, dans le 7e arrondissement de Paris ainsi que l’avenue Vaudoyer dans le 2e arrondissement de Marseille, est nommée en son honneur.

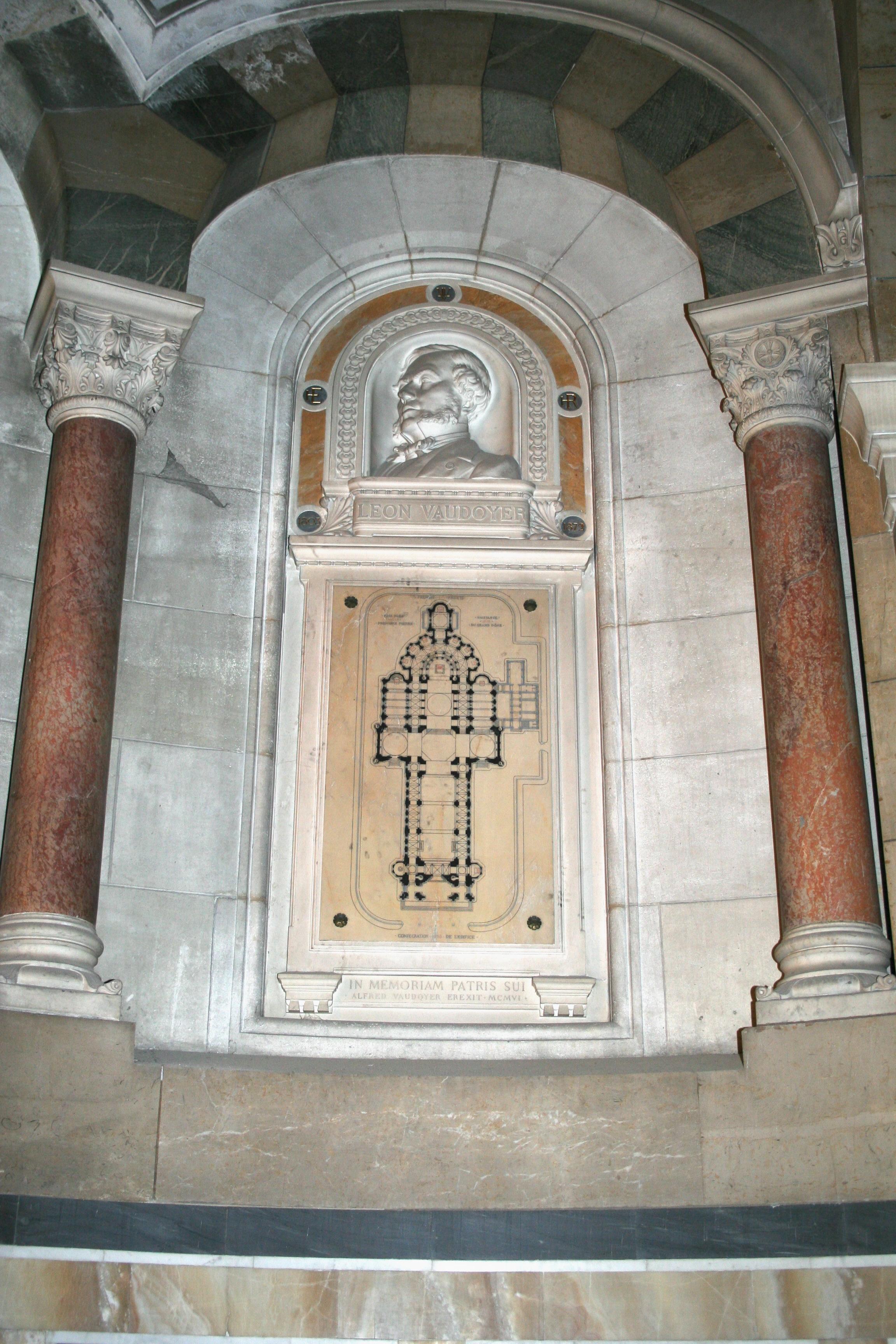
Monument à Léon Vaudoyer (1906), cathédrale Sainte-Marie-Majeure de Marseille.
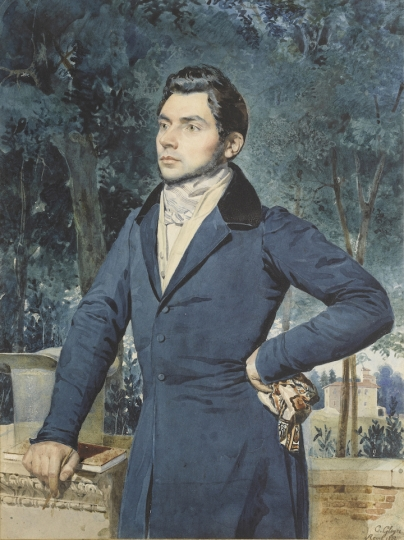
Portrait de l'architecte Léon Vaudoyer, à Rome (1832).

## Œuvres architecturales
- Construction de l’hôtel de ville d’Avignon (1838)
- Agrandissement, avec Gabriel-Auguste Ancelet, des bâtiments du prieuré Saint-Martin-des-Champs occupé par le Conservatoire national des arts et métiers et nouvelle façade de style néo-flamboyant pour l'église (à partir de 1845)
- construction de la cathédrale Sainte-Marie-Majeure de Marseille (à partir de 1852)
- isolement, dégagement des abords et agrandissement de la Sorbonne à Paris (à partir de 1852).

## Prix et décorations
- Officier de la Légion d'honneur (15 décembre 1855)[6]
- Prix de Rome 1826[7]

## Pour approfondir